# الحرجه بني الخال (عبس)

تعديل مصدري - تعديل

الحرجة هي إحدى قرى عزلة قطبة بمديرية عبس التابعة لمحافظة حجة، بلغ تعداد سكانها 197 نسمة حسب تعداد اليمن لعام 2004.